# 13년의 공백
《13년의 공백》(영어: blank 13)는 2017년 3월에 개봉한 일본의 코미디, 드라마 영화이다.
 사이토 타쿠미가 감독을 사이조 미츠토시가 각본을 맡았다.
 대한민국은 2019년 7월 4일에 개봉되었다.

## 줄거리
“아버지가 너무 싫습니다.

그런데, 조금은 좋아하는 것 같기도 합니다.”

담배를 사러 다녀 오겠다는 아버지는 그렇게 돌아오지 않았다.

엄마는 아버지 대신 일을 나가고, 형은 엄마 대신 내 도시락을 준비했다.

원망과 그리움이 한 데 섞인 13년이 흐른 지금,

아버지와의 틈을 메우지 못한 채 아주 오랜만에 그를 마주한다.

## 출연진

### 주연
- 타카하시 잇세이 - 마츠다 코지 역
- 릴리 프랭키 - 마츠다 마사토 역
- 사이토 타쿠미 - 마츠다 요시유키 역
- 마츠오카 마유 - 니시다 사오리 역
- 칸노 미스즈 - 마츠다 요코 역

### 조연
- 사토 지로 - 오카무네 타로 역
- 오니시 리쿠 - 어린 마츠다 코지 역
- 오리모토 준키치
- 무라카미 준
- 칸베 히로시